# عدد برانتل

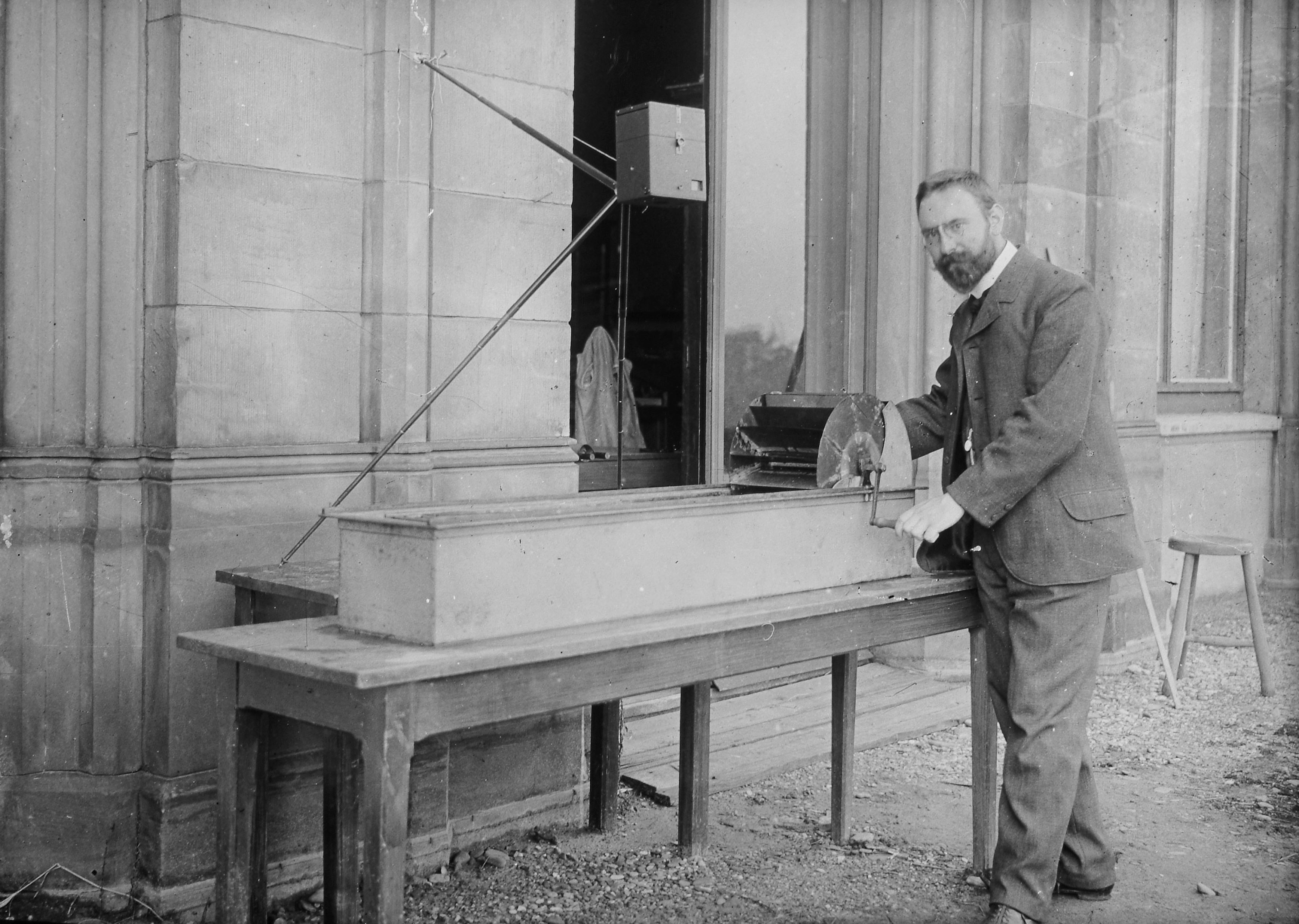

عدد برانتل (بالإنجليزي: Prandtl number) كمية لابعدية , وهو النسبة بين انتشار الزخم (لزوجة حركية) والانتشار الحراري،
صيغته :
{\displaystyle \mathrm {Pr} ={\frac {\nu }{\alpha }}={\frac {\mbox{viscous diffusion rate}}{\mbox{thermal diffusion rate}}}={\frac {c_{p}\mu }{k}}}
حيث أن :
- {\displaystyle \nu } : لزوجة, {\displaystyle \nu =\mu /\rho }, (نظام الوحدات الدولي : m2/s)
- {\displaystyle \alpha } : انتشار حراري, {\displaystyle \alpha =k/(\rho c_{p})}, (نظام الوحدات الدولي : m2/s)
- {\displaystyle \mu } : توتر سطحي, (نظام الوحدات الدولي : Pa s = (N s)/m2)
- {\displaystyle k}: موصلية حرارية, (نظام الوحدات الدولي : W/m K
- {\displaystyle c_{p}} : حرارة نوعية, (نظام الوحدات الدولي: J/kg K
- {\displaystyle \rho } : كثافة, (نظام الوحدات الدولي : kg/m3 ).